# Falska virus

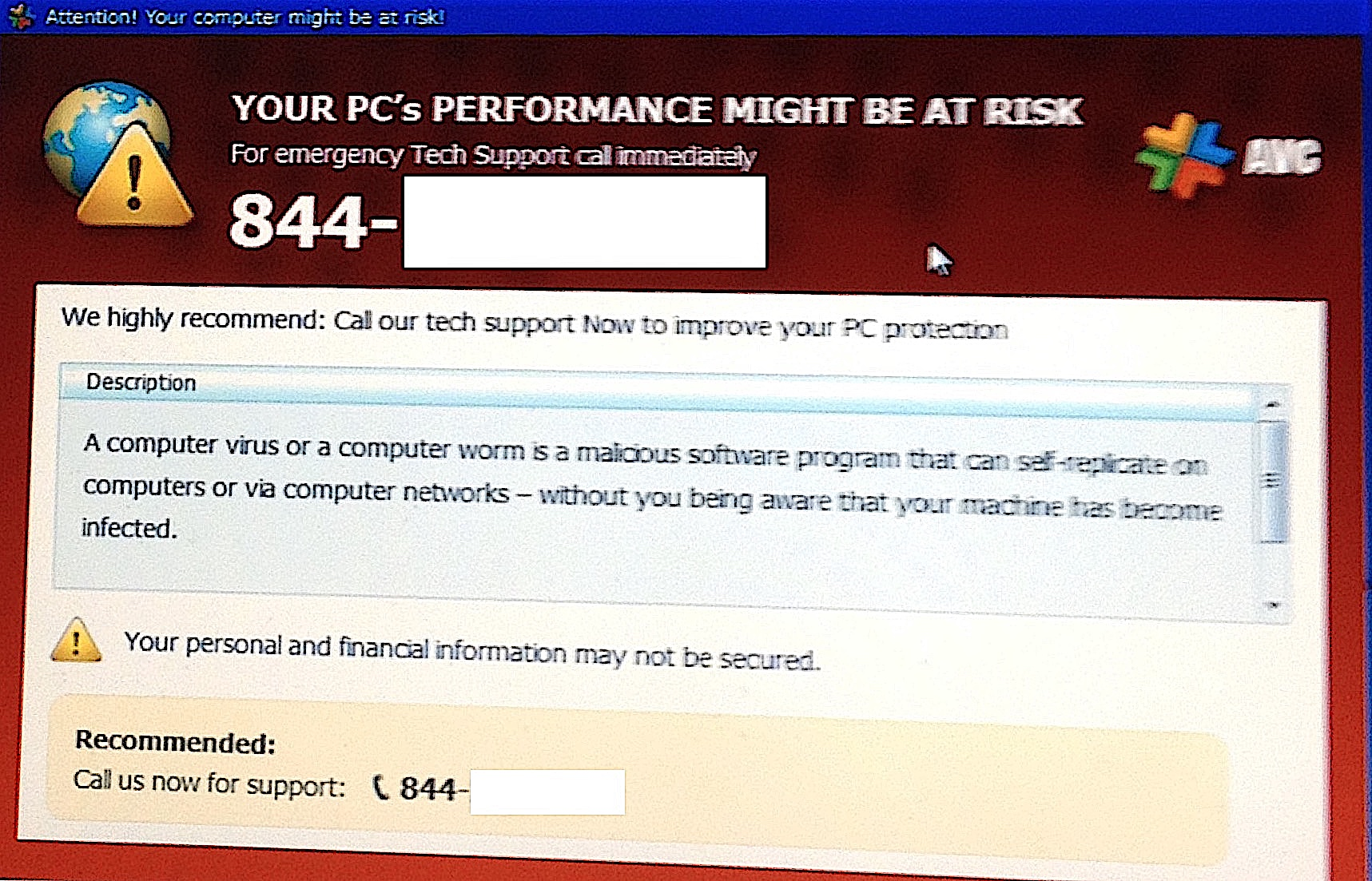
En varning från ett program som imiterar ett antivirusprogram.

Ett falskt virus (skämtvirus, eng: virus hoax) är ett skämt som går ut på att lura datoranvändare att de fått eller kommer att få ett virus. Skämtaren skickar oftast ut meddelandena via e-post. Ibland kan de orsaka stora problem, då den falska varningen kan innehålla uppmaningar att skicka meddelandet vidare, att radera något som påstås vara virusrelaterat men som i själva verket är till exempel en ordinär systemfil – eller att installera en trojansk häst. Datasäkerhetsansvariga har i allmänhet rutiner för hur användare varnas och bör inte skicka e-post som kan misstas för ett falskt virus. Det har även skett att distribueringen av virusvarningar slagit fungerat som denial of service-metod i att slå ut mailservrar temporärt, då den trafik som förts på grund av virusvarningar varit avsett som den virala effekten. 
Om varningen är äkta bör motsvarande information kunna hittas också hos relaterade datasäkerhetstjänster, till exempel på webbplatser för företag som tillverkar antivirusprogram, för organisationer som distribuerar det sårbara programmet eller för den egna organisationen eller internetoperatören. Det falska viruset kan innehålla en länk till en motsvarande falsk webbplats, alltså bör webbplatsen kunna hittas med oberoende metoder. Lättast att göra detta är att söka på en del av texten, ex. rubriken, i en sökmotor.
Då virusvarningen helt saknar faktiskt värde utan istället kan skada en godtrogen mottagare kan falska virusvarningar raderas eller ignoreras, alternativt kan man varna dem som fått e-posten samtidigt eller tidigare att det inte är sant och därmed på sikt få ner spridningen av falska virus och kedjebrev.